# Денисов, Павел Иванович
Павел Иванович Денисов (25 октября 1921, Гурьев, Киргизская АССР — 24 мая 2008, Новополоцк, Витебская область) — начальник цеха Полоцкого нефтеперерабатывающего завода Министерства нефтеперерабатывающей и нефтехимической промышленности СССР. Герой Социалистического Труда (1966).

## Биография
Денисов Павел Иванович родился 25 октября 1921 года в городе Гурьев Гурьевского уезда Уральской губернии Казахской АССР в семье рабочего. После окончания школы поступил в Гурьевский нефтяной техникум, который окончил в 1941 году.
В том же году, в начале Великой Отечественной войны, был призван Макатским райвоенкоматом Гурьевской области в Красную Армию. Обучался в военном училище химической защиты, после чего в июле 1942 года отправился на фронт.
Воевал в частях реактивной артиллерии «Катюша», занимая должность начальника химической службы 90-го Гвардейского минометного полка 3-й ударной армии на 2-м Прибалтийском фронте. Участвовал в сражениях от Сталинграда до Кёнигсберга. Завершил войну в звании старшего лейтенанта.
После демобилизации вернулся к гражданской жизни и начал работать в нефтеперерабатывающей отрасли.  
- 1946–1952 — помощник оператора, затем старший оператор на Гурьевском нефтеперерабатывающем заводе.
- 1952–1957 — старший оператор на Ново-Уфимском нефтеперерабатывающем заводе. Участвовал в наладке новых производств.
- 1957–1961 — направлен в Китай для помощи в пуске и наладке нефтеперерабатывающего завода в Ланьчжоу.

В 1961 году стал начальником технологического цеха № 1 на строящемся Новополоцком нефтеперерабатывающем заводе (Белорусская ССР). Его руководство способствовало внедрению новейших технологий, повышению технико-экономических показателей, а также развитию социальной сферы предприятия.
Указом Президиума Верховного Совета СССР от 28 мая 1966 года «за выдающиеся заслуги в выполнении заданий семилетнего плана и достигнутые высокие технико-экономические показатели» удостоен звания Героя Социалистического Труда с вручением Ордена Ленина и золотой медали Серп и Молот.
Продолжал работать на Новополоцком нефтеперерабатывающем заводе.
- 1967 — командирован в Англию для приёмки оборудования для установки «Параксилол».
- 14 августа 1973 — назначен начальником топливного производства Новополоцкого НПЗ, где продолжал трудиться вплоть до выхода на пенсию.

После завершения трудовой деятельности стал персональным пенсионером союзного значения, продолжая консультировать специалистов нефтеперерабатывающей отрасли.

## Награды
Награждён орденом Ленина (28 мая 1966), двумя орденами Отечественной войны 2-й степени (21 апреля 1944, 11 марта 1985), медалями, в том числе «За оборону Сталинграда» (22 декабря 1942), «За боевые заслуги» (2 января 1944), «За победу над Германией в Великой Отечественной войне 1941—1945 гг.» (9 мая 1945), двумя «За трудовую доблесть» (8 мая 1948, 19 марта 1959), а также Почетной грамотой Президиума Верховного Совета Белорусской ССР (27 июня 1963 — за достигнутые успехи в строительстве и освоении мощностей первой очереди Полоцкого нефтеперерабатывающего завода).
Почетный нефтехимик СССР. Отличник нефтехимической и нефтеперерабатывающей промышленности СССР (1978). Заслуженный ветеран Новополоцкого нефтеперерабатывающего завода (удостоверение № 1). Почетный гражданин города Новополоцк (1980).